# Valhalleluja
Valhalleluja is een single van de Italiaanse comedy-metalband Nanowar of Steel, afkomstig van de heruitgave van het album Stairway To Valhalla. De naam is een samentrekking van Valhalla en halleluja. Op het nummer is in het tweede couplet een gastbijdrage van Angus McFife (toenmalig lid van Gloryhammer) te horen.
Het nummer wordt gekenmerkt door de aanwezigheid van een gospelkoor in combinatie met heavy metal.

## Achtergrond en beschrijving
Valhalleluja werd op 13 december 2019 uitgebracht als kerstsingle. Het nummer is een ode aan de Zweedse god Odin, Zweedse metalbands (Amon Amarth en HammerFall) en in het bijzonder IKEA. Er worden dan ook diverse verwijzingen naar IKEA-producten gemaakt en naar hoe Zweden in de moderne tijd volgens de band vooral bekendstaat als land van de meubels. Ook zitten er een paar verwijzingen naar de Vikingen in het nummer, evenals een paar verwijzingen naar de Noordse geschiedenis. Daarnaast worden er een paar Hebreeuwse parodiefrases opgevoerd, een zin in deels potjeslatijn (gloria patri furnituribus, in nomine IKEA) en de zinsnede making furniture great again, een parodie op de Amerikaanse verkiezingsslogan Make America Great Again.

## Videoclip
De videoclip opent met zanger Valerio Storch die op zijn knieën een smeekbede aan Odin verricht en vervolgens deelneemt aan een Vikingmaal. Daarna gaat de clip over naar een evenementenzaal, waar een gospelkoor een uitvoering geeft onder leiding van een predikant (zanger Carlo Alberto Fiaschi). In het tweede couplet komt gastzanger Thomas Winkler (Angus McFife) in beeld, verkleed als de god Odin met de hamer van Thor. De videoclip eindigt met Valerio Storch en zijn vrouw bij een kerstboom, met daaronder de doos van een IKEA-kast. Zijn vrouw is zichtbaar verbaasd en gebaart om uitleg. Storch reageert daarop met een facepalm.
Eén maand na het uitbrengen van de videoclip stond Valhalleluja al op een miljoen weergaven. Bijna anderhalf jaar later, in april 2021, werd de vier miljoen aangetikt.